# John Bowring
John Bowring (ur. 17 października 1792 w Exeter, zm. 23 listopada 1872 w Claremont, koło Exeteru) – brytyjski polityk, dyplomata i pisarz, gubernator Hongkongu w latach 1854–1859.

## Życiorys
Urodził się w rodzinie kupieckiej, zajmującej się handlem tkaninami. Był synem Charlesa Bowringa. W 1825 roku został redaktorem gazety Westminster Review. W latach 1835–1837 i 1841–1849 zasiadał w Izbie Gmin. Przewodził licznym rządowym misjom o charakterze ekonomicznym do krajów europejskich. W 1849 roku mianowany został konsulem w Kantonie oraz superintendentem brytyjskiego handlu w Chinach. W latach 1854–1859 pełnił urząd gubernatora Hongkongu. W 1861 roku wysłany został jako komisarz do nowo powstałego Królestwa Włoch.
Był zwolennikiem polityki wolnego handlu, zniesienia ustaw zbożowych i zaprzestania wykonywania kary chłosty w armii. Postulował decymalizację pieniądza brytyjskiego, co zaowocowało wprowadzeniem do obiegu florina, monety o wartości 1/10 funta.
Był poliglotą – jak sam twierdził znał 200 języków, a potrafił się posługiwać setką. Publikował dorobek literacki Jeremy’ego Benthama, wieloletniego przyjaciela, po śmierci tamtego w 1832 roku. Był autorem tłumaczeń na język angielski poezji ludowej wielu krajów Europy (m.in. krajów słowiańskich, węgierskiej, hiszpańskiej i holenderskiej), tworzył też własną. W 1857 roku opublikował dwutomowe dzieło The Kingdom and People of Siam, traktujące o Syjamie (Tajlandii), który odwiedził w ramach misji handlowej w 1855 roku. Napisał też autobiografię Autobiographical Recollections, opublikowaną po jego śmierci, w 1877 roku.
Był dwukrotnie żonaty. Najpierw w 1816 ożenił się z córką Samuela Lewina z Hackney, która zmarła w 1858; następnie z córką Thomasa Castle’a z Bristolu.
W 1854 roku otrzymał tytuł szlachecki.
Zmarł w 1872 roku w Claremont, koło Exeteru. Pochowany został na Higher Cemetery.